# Kali thiocyanat
Kali thiocyanat là hợp chất vô cơ với công thức hóa học KSCN. Nó là một muối quan trọng của ion thiocyanat, một trong những halogen giả. Hợp chất này có điểm nóng chảy tương đối thấp so với hầu hết các muối vô cơ.

## Ứng dụng trong hóa tổng hợp
Dung dịch KSCN phản ứng gần như định lượng với Pb(NO3)2 để tạo ra Pb(SCN)2, được sử dụng để chuyển đổi acyl chloride thành isothiocyanat.
KSCN cũng chuyển đổi etylen cacbonat thành etilen sulfide. Trước khi diễn ra phản ứng này, đầu tiên KSCN được đun nóng trong chân không để loại bỏ nước. Trong một phản ứng liên quan, KSCN chuyển đổi cyclohexen oxit thành episulfide tương ứng.
C6H10O + KSCN → C6H10S + KOCN
KSCN cũng là chất khởi đầu cho tổng hợp cacbonyl sulfide.

## Ứng dụng khác
Dung dịch KSCN loãng đôi khi được sử dụng cho các hiệu ứng chảy máu trong phim ảnh và kịch diễn. Chất không màu này được phết lên bề mặt cần tạo hiệu ứng. Khi tiếp xúc với dung dịch sắt(III) chloride (hoặc dung dịch khác có Fe3+), sản phẩm tạo thành sau phản ứng là một dung dịch màu máu đỏ rất thật do sự hình thành của ion phức thiocyanatoiron:
[Fe(H2O)6]3+ + SCN− ⇌ [Fe(SCN)(H2O)5]2+ + H2O
Do tính chất này nên kali thiocyanat thường được dùng để tạo ra những hiệu ứng của ''dấu thánh'' bởi vì cả hai chất tham gia đều không màu, chúng được đặt riêng trên mỗi bàn tay. Khi hai bàn tay tiếp xúc nhau, các chất lỏng phản ứng và hiệu quả trông khá giống như dấu thánh.
Tương tự, phản ứng này được dùng như là một thuốc thử của Fe3+ trong phòng thí nghiệm.